# 汗背心
汗背心，或称白背心、跨栏背心、老式背心、老头衫，是一种针织内衣，属于背心的一种。颜色通常为白色，没有袖子，挖肩弯度较大；其前、后领较深。领口呈U字形，不同于其他背心的圆领。有些汗背心因做法不同，领口和袖口处没有包边。
汗背心多为男性穿着，近年有女性穿着的趋势。

## 各地称呼
汗背心在各地的称呼不相同。台湾称为吊嘎，来源于闽南语“吊䘥仔”（tiàu-kah-á）的音译；山西晋语等一些方言称为“二股筋”、“两根筋”、“两根带”。日本称为跑步衬衫（日语：ランニングシャツ）；韩国亦称跑步衬衫（韓語：러닝셔츠），更有“南宁区”（난닝구）之昵称。在英国，它被称为Vest（比较美国对Vest的用法）；澳大利亚、新西兰称为Singlet，印度次大陆称为巴尼扬（Baniyan）或甘吉（Ganji）。在菲律宾，被称为桑多（Sando）。

## 文化背景

### 各地发展
汗背心的雏形最初起源于19世纪的连体内衣“联合装”。1915年，加拿大人设计了上下分离式内衣，从“联合装”中分离出的短袖上衣发展为汗衫和T恤，而无袖上衣发展为汗背心。

#### 中国

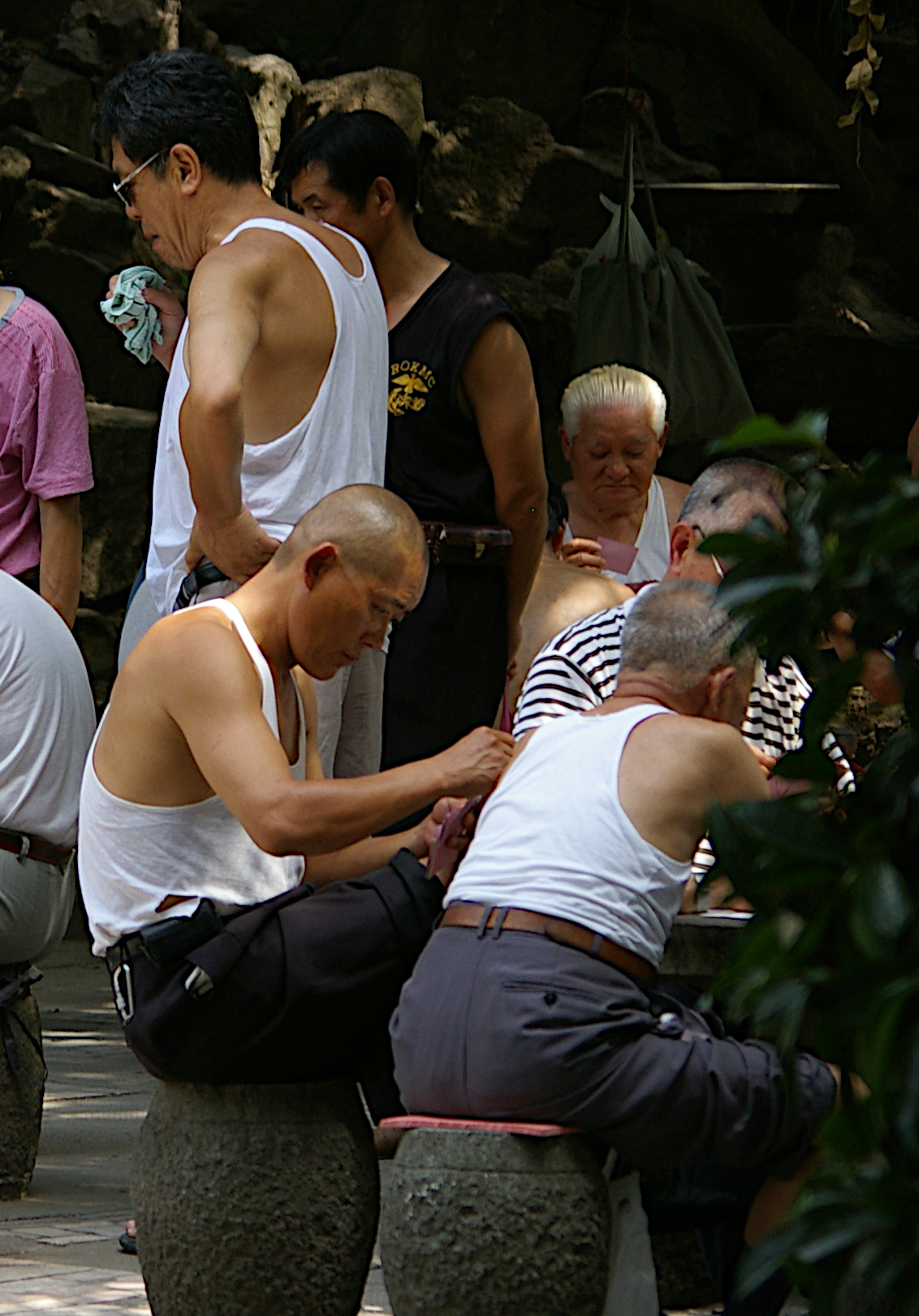
上海天山公园内穿着汗背心打牌的老年人，摄于2009年。

汗背心在中国的发展起源于1934年的新生活运动。当时南昌市公布一条外出时不得赤裸上身的禁令，于是汗背心在中国实行了第一次普及：
|  | 凡在户外行走及坐立商店门柜者，无论天气如何炎热，至少须穿着背心，绝对禁止赤膊，否则一经觉察，即送至市政委员会，罚充苦工役，仍以所得工资购买背心，以备服用。 |

在中华人民共和国实施计划经济后，国家统一销售的夏装只有背心和汗衫，甚至还有专门的“汗衫背心票”。汗背心和短袖汗衫相比有三大优点：1.汗背心因为没有袖子，腋下更难磨损；2.由于当时混纺技术尚未面世，出现了程度不一的缩水率，汗背心的尺码容错率高；3.汗背心能节约布料。另一方面，汗背心上也可印上图案或字样作为纪念品，成为了各年龄段皆宜的流行时装。直到1980年代改革开放，才逐渐被各类新服饰取代，现今汗背心多见于中老年男性穿着。

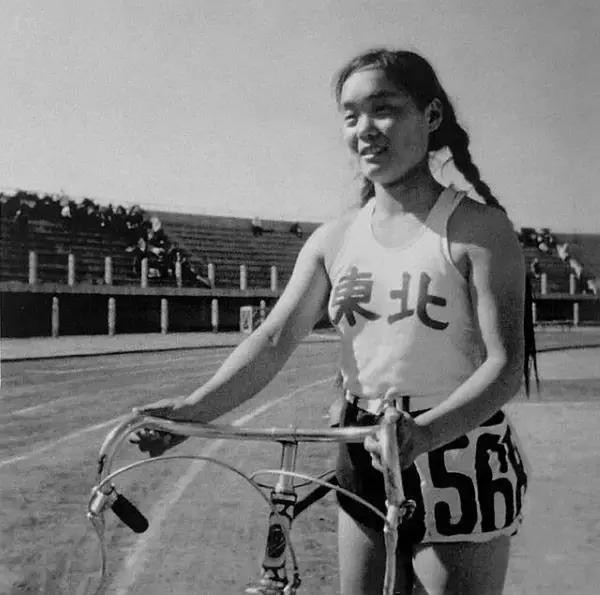
1953年北京的女运动员，汗背心上印有“东北”二字。
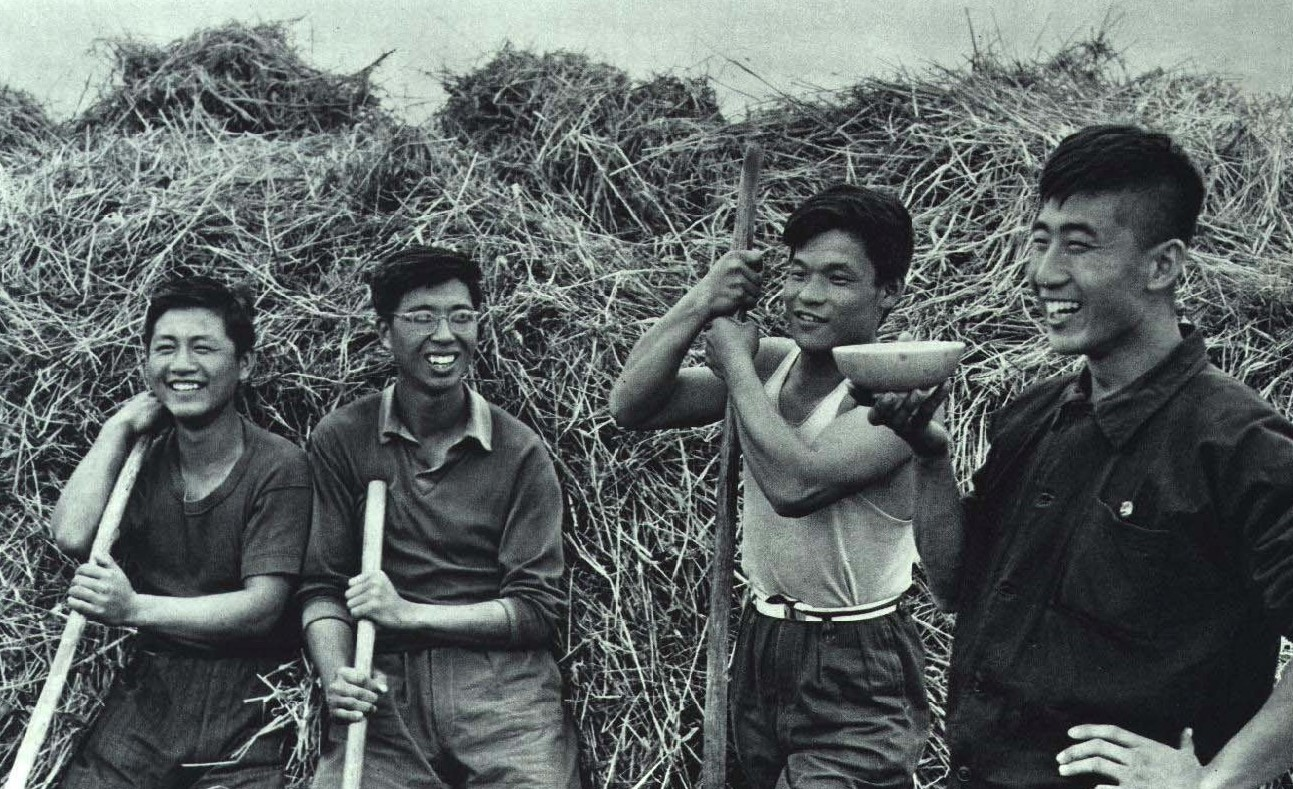
身穿汗背心的知识青年（右二）
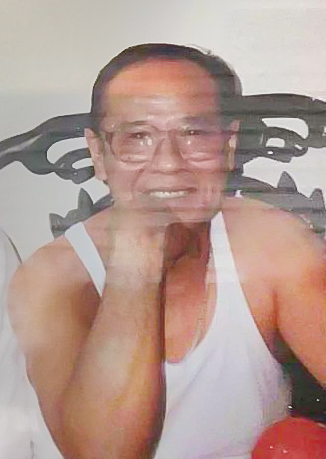
身穿汗背心的岑能（英语：Sum Nung）
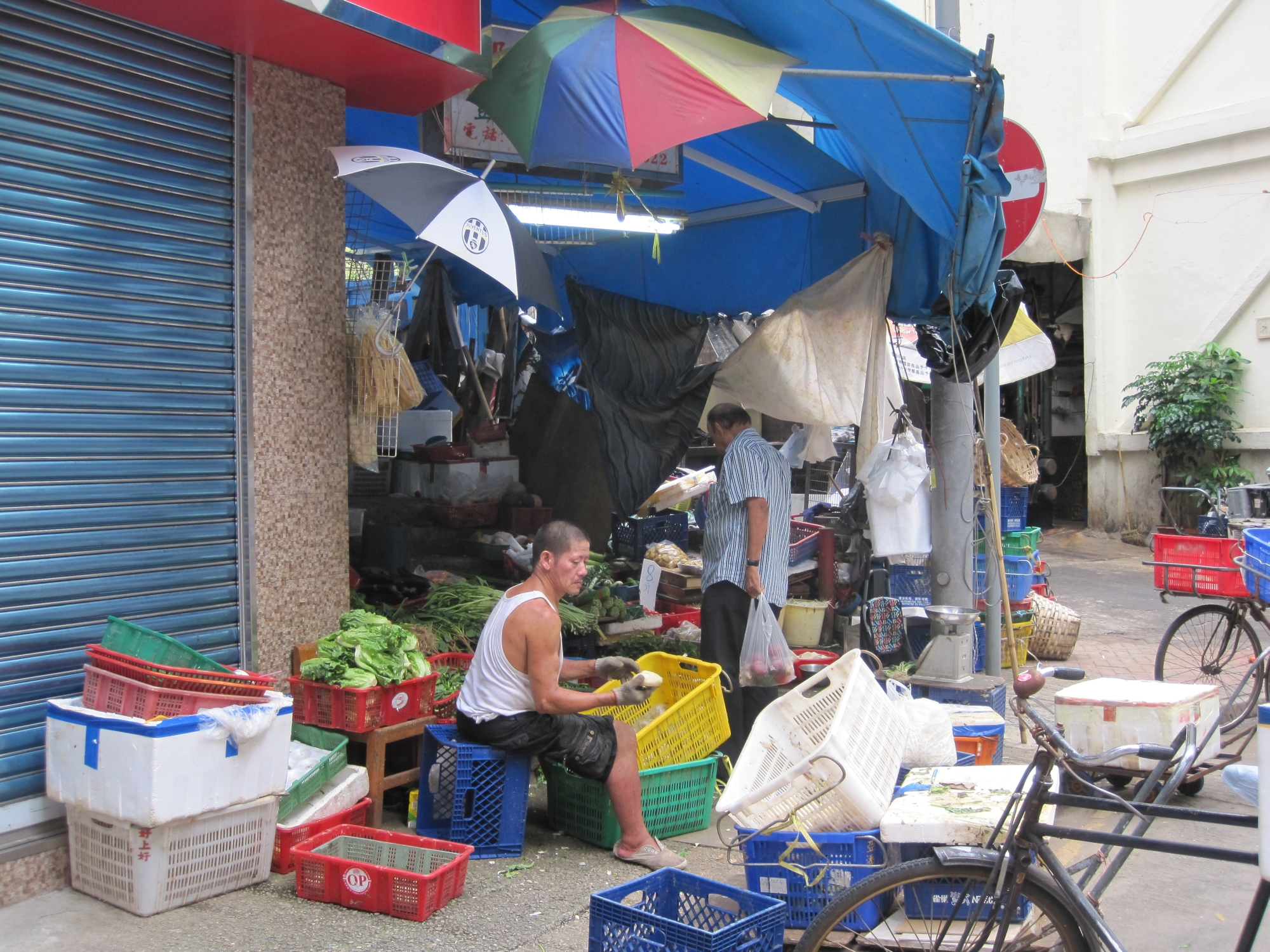
香港的卖菜摊贩

#### 南亚和东南亚

身穿汗背心的哈尔达尔·纳格，左肩上披着加姆查披巾。

在印度、孟加拉国和缅甸，汗背心成了当地男性的最常见服装，常与托蒂、笼基、笼吉等传统服饰一起搭配。例如印度西奥里萨邦的诗人哈尔达尔·纳格，总是以汗背心和托蒂组合的打扮示人，被誉为“背心诗人”的称号；他曾表示穿着汗背心感觉很舒适、自由。2022年，博杰普尔语歌曲《Lungi Baniyan Pa》的MV中，男歌手萨玛尔·辛格（Samar Singh）以汗背心搭配笼吉的打扮在迪拜取景。

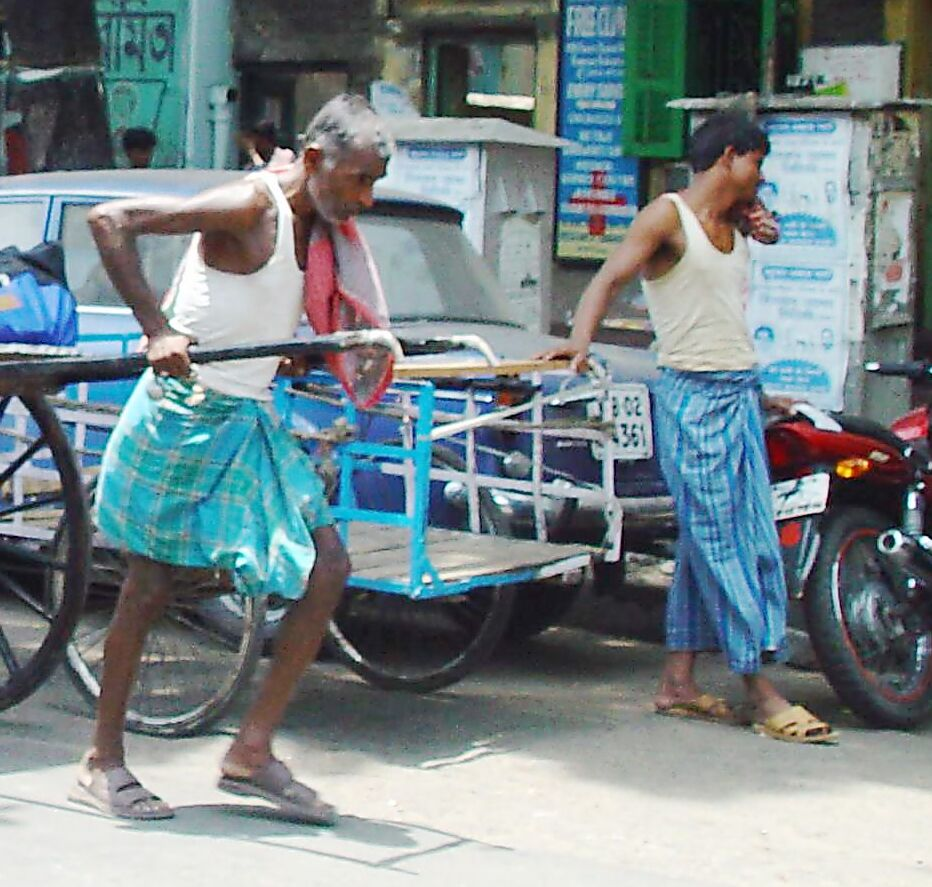
汗背心搭配笼吉的加尔各答黄包车车夫
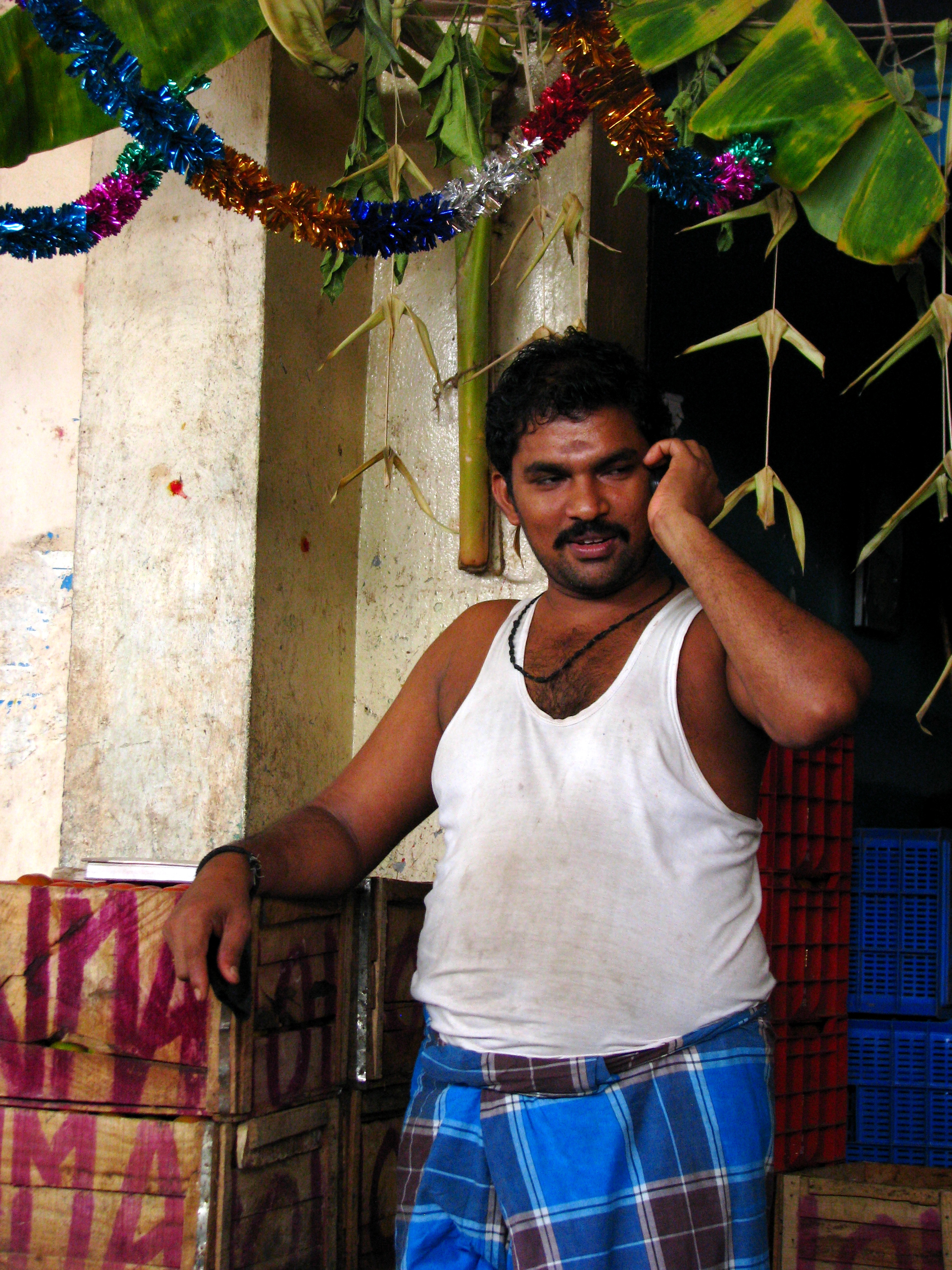
印度钦奈菜市场的商贩
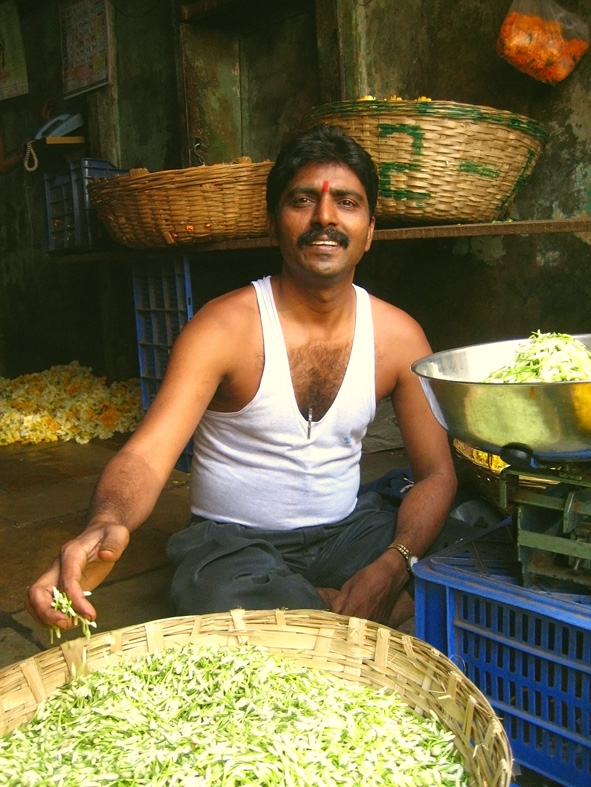
印度达达尔（英语：Dadar）的卖花小贩
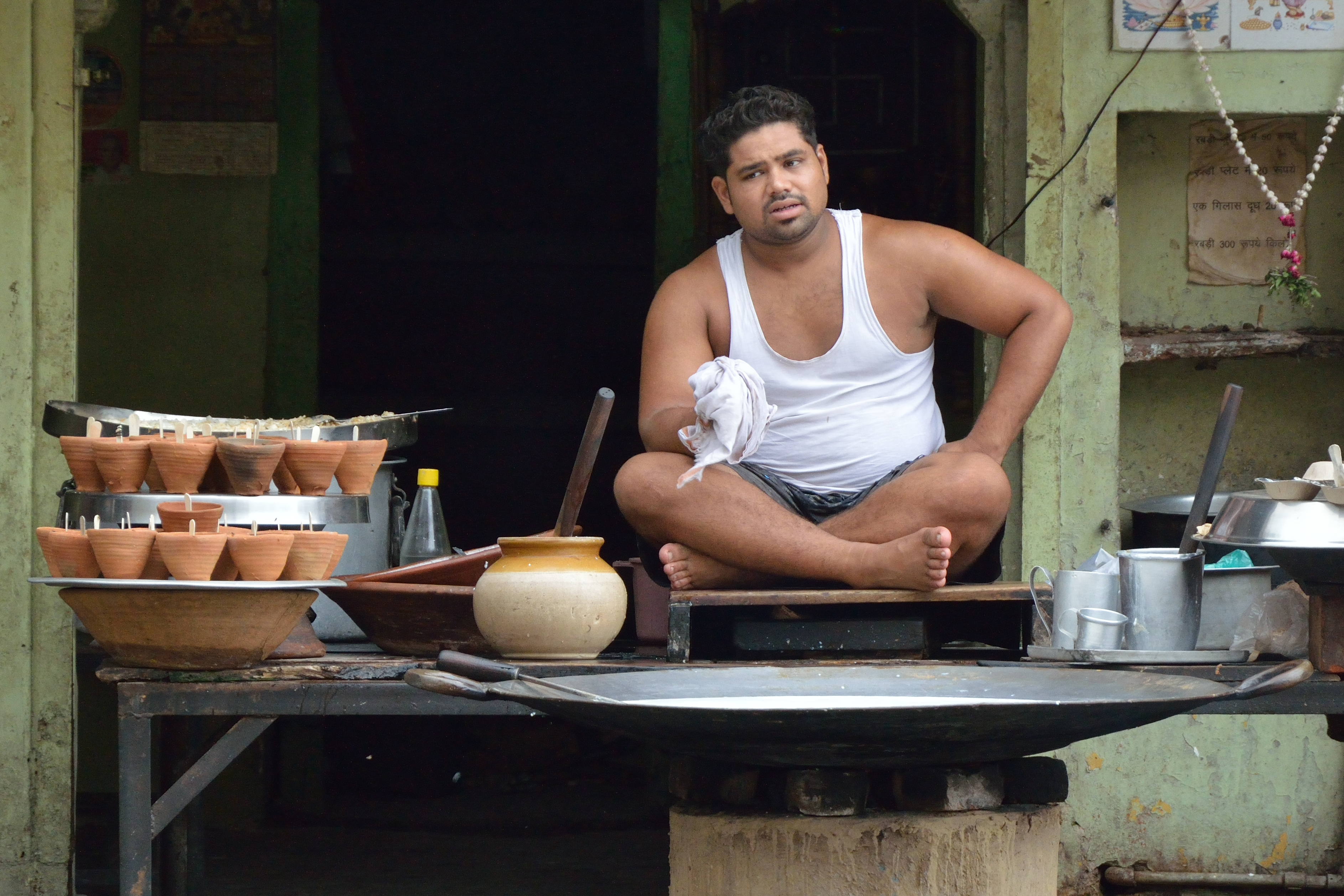
普拉亚格拉吉的牛奶小铺
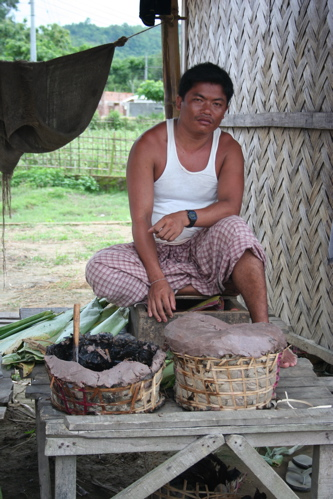
孟加拉国吉大港的虾酱商贩

### 名称争议

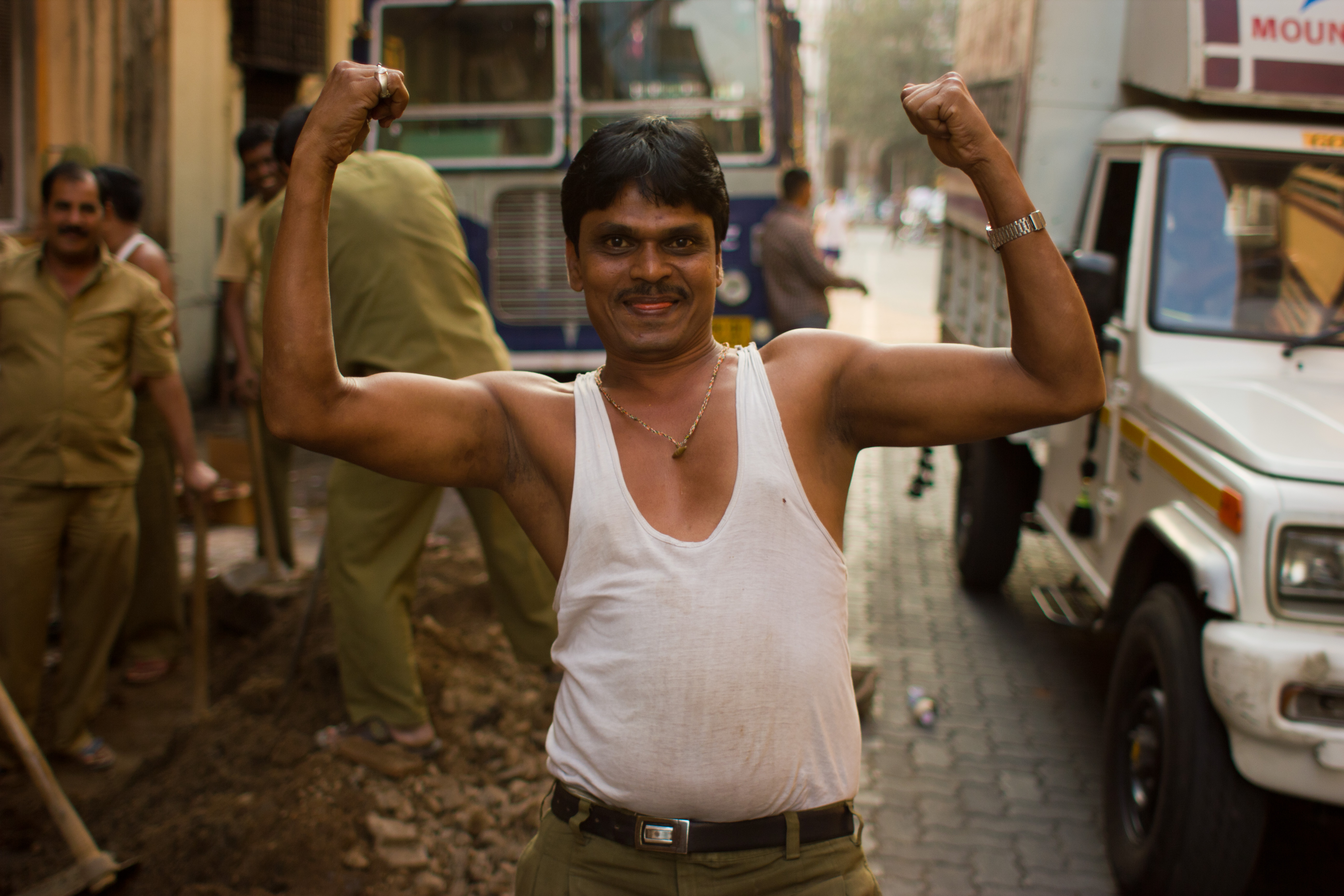
印度孟买穿汗背心的工人

汗背心与“Wife-Beater”（在家中殴打妻子的暴力丈夫）的负面刻板印象有关。
1947年，底特律一名名为小詹姆斯·哈特福德（James Hartford Jr.）的男子因殴打妻子致死而被捕。当地媒体报道这起谋杀案时，刊载了哈特福德身穿汗背心的照片，配上的标题是“Wife Beater”。于是将“Wife Beater”和汗背心联系起来。
《牛津英语词典》美国主编杰西·谢德洛尔（Jesse Sheidlower）认为，“Wife Beater”这个贬义词起源于1990年代。2001年，Shade Lover在《纽约时报》上写了一篇文章，指出“Wife Beater”和内衣之间的联系在1997年浮出水面，当时它与电视节目《COPS》相结合，该节目描绘了说唱、同性恋、黑帮和穿着脏衬衫的男人因家庭暴力被捕。
社会学家克里斯汀·巴伯（Kristen Barber）说，男性穿着暴露的白色背心的行为被视为与“女性气质”和“柔软”相对立，因为它取自工人阶级的男性文化，类似于“Lumbersexual”。 他说，至少在这方面，它“赋予了中产阶级和上层阶级男性在生产车间从事劳动工作的男性所表现出的‘阳刚之气的光辉和信念’。 ‘Wife Beater’一词也将工人阶级中男性的存在与厌女症和家庭暴力联系起来。“具有讽刺意味的是，这个词的目的是将男性划分为不同的阶级，中产阶级男性认为他们在社会上是先进的，与工人阶级有着根本的不同，但通过挪用‘Wife Beater’，从事文职工作的男性在周末是‘真实的’，或者说是‘工人的男子气概’。将有可能融入一些让人回想起的东西。 即使这些肌肉是通过去健身房锻炼而不是体力劳动形成的”，巴伯说。
“Lumbersexual”是一个术语，指的是“一个住在城市，但留着胡须、穿着格子衬衫，让人想起住在农村的伐木工人”。
西纳蒂大学社会学教授艾琳·卡萨诺瓦（Erynn Casanova）说：“有趣的是，这件衬衫被归类为工薪阶层穿的东西。正如1990年代的嘻哈文化所见，它被视为‘下层社会阶层的象征’，所以它只是穿在另一套衣服下。

## 流行文化
汗背心在詹姆斯·迪恩、马龙·白兰度等人的帮助下进入流行文化，后者在1951年电影《欲望号街车》中穿着紧身，布鲁斯·威利斯在1988年电影《虎胆龙威》中饰演约翰·麦克莱恩。李小龙在1972年上映的电影《猛龙过江》中亦有穿着。
反映20世纪生活或者农村背景的电影、电视剧中，汗背心成为了不可或缺的元素：
- 《父母爱情》
- 《唐山大地震》及其同名电视剧[13][14][15][16]
- 《我的九月》[17]
- 《佐贺的超级阿嬷》
- 《没事偷着乐》
- 《情满四合院》
- 《乡村爱情》
- 《命运理发师（英语：Mandela (2021 film)）》
- 《无问西东》[15]
- 《山楂树之恋》及其同名电视剧[15]
- 《归来》[15]

## 图库

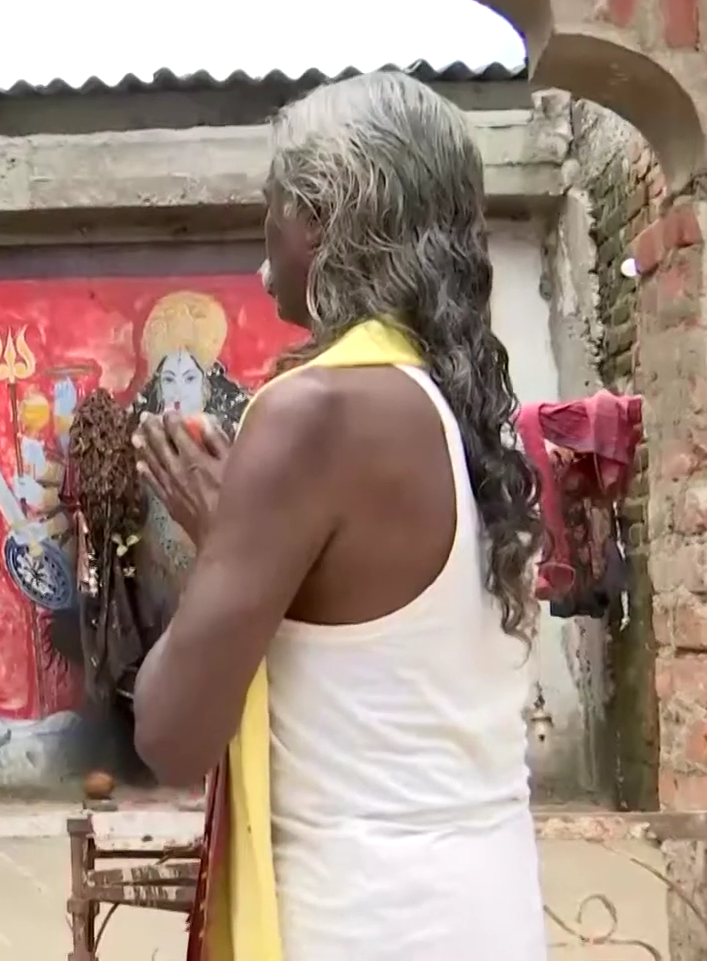
汗背心的侧面，可以看出袖窿较大。
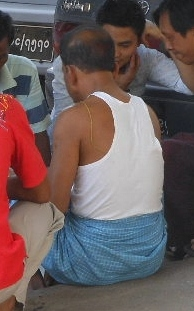
汗背心的背面
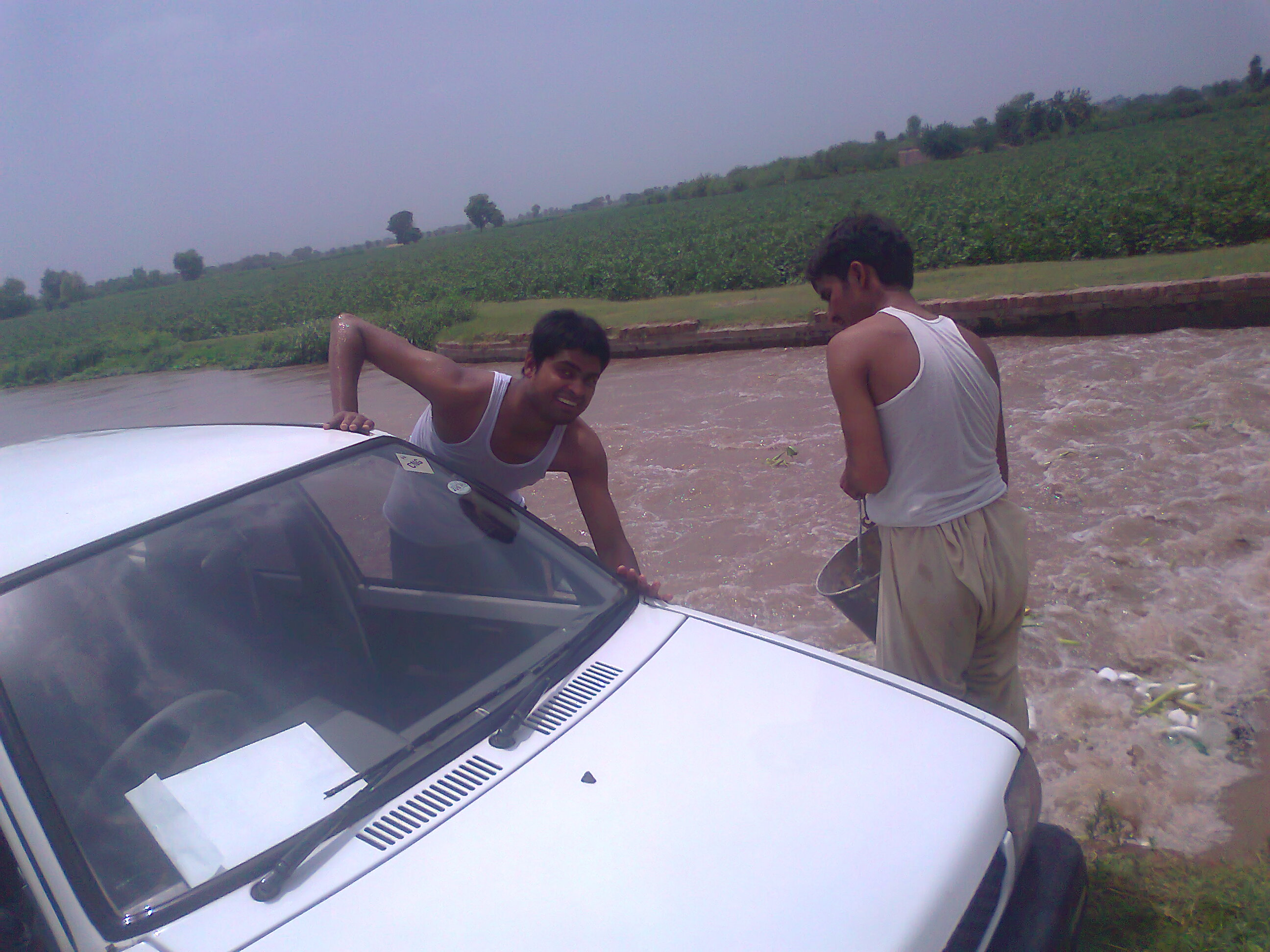
巴基斯坦两名身穿汗背心的青年
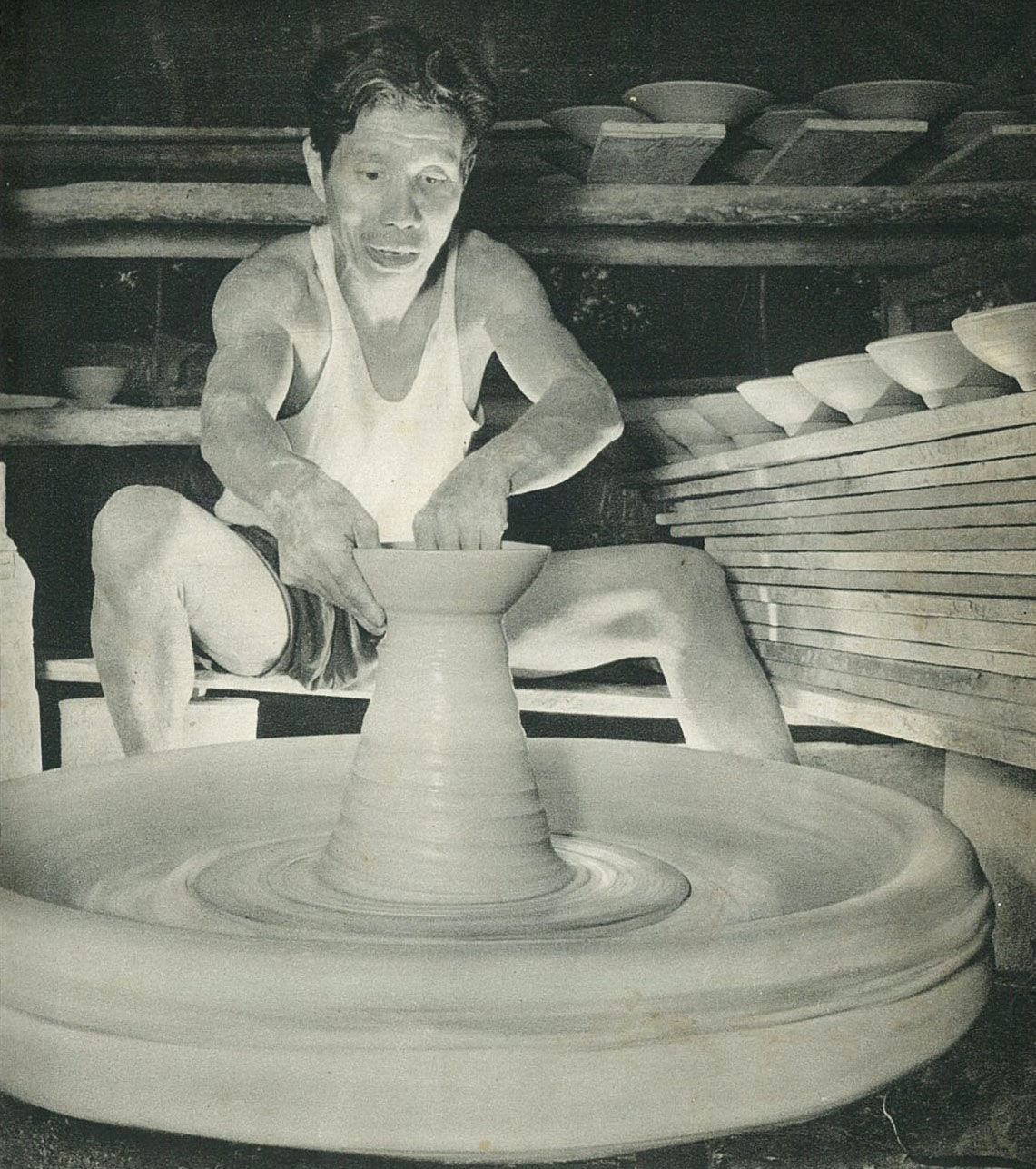
1952年的印尼陶工
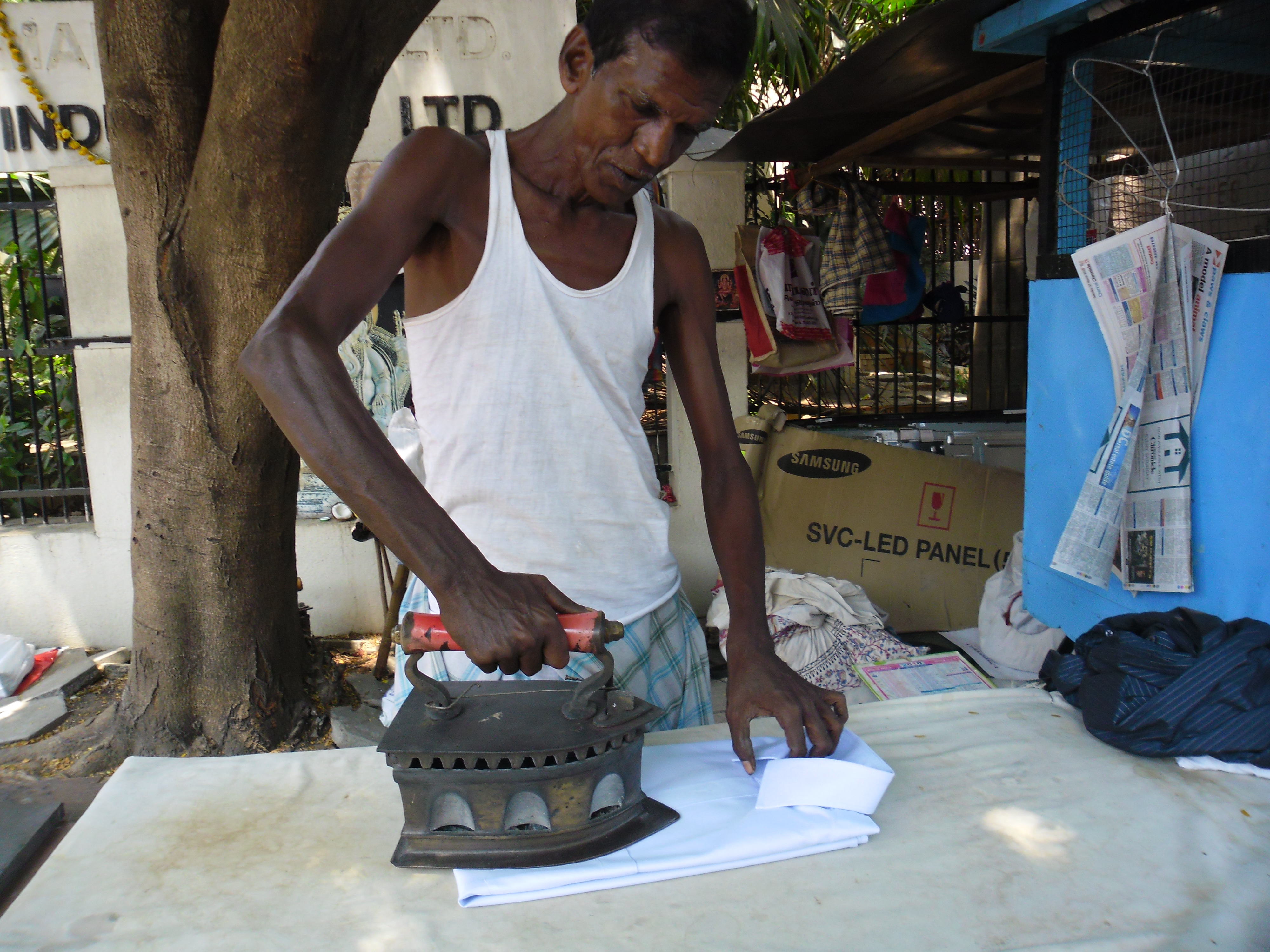
正在熨衣服的泰米尔男子
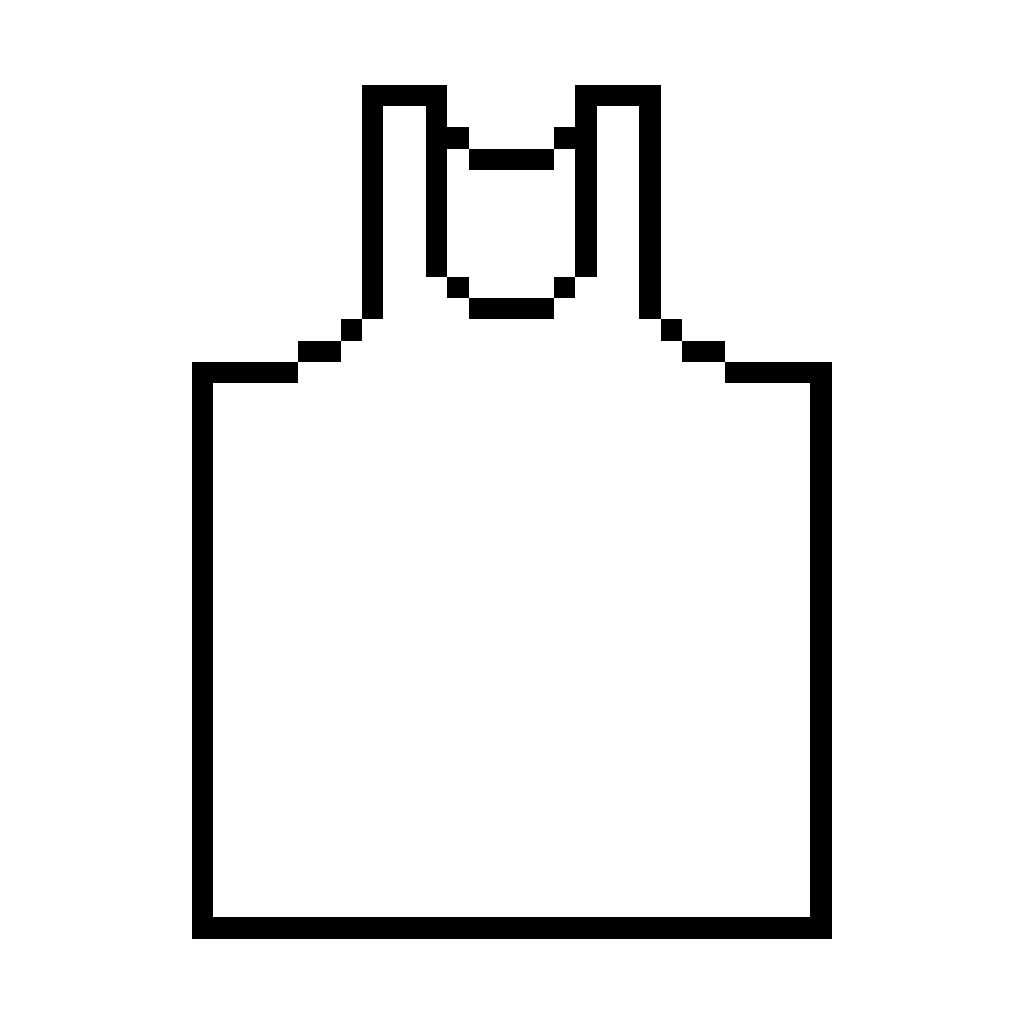
汗背心的像素画
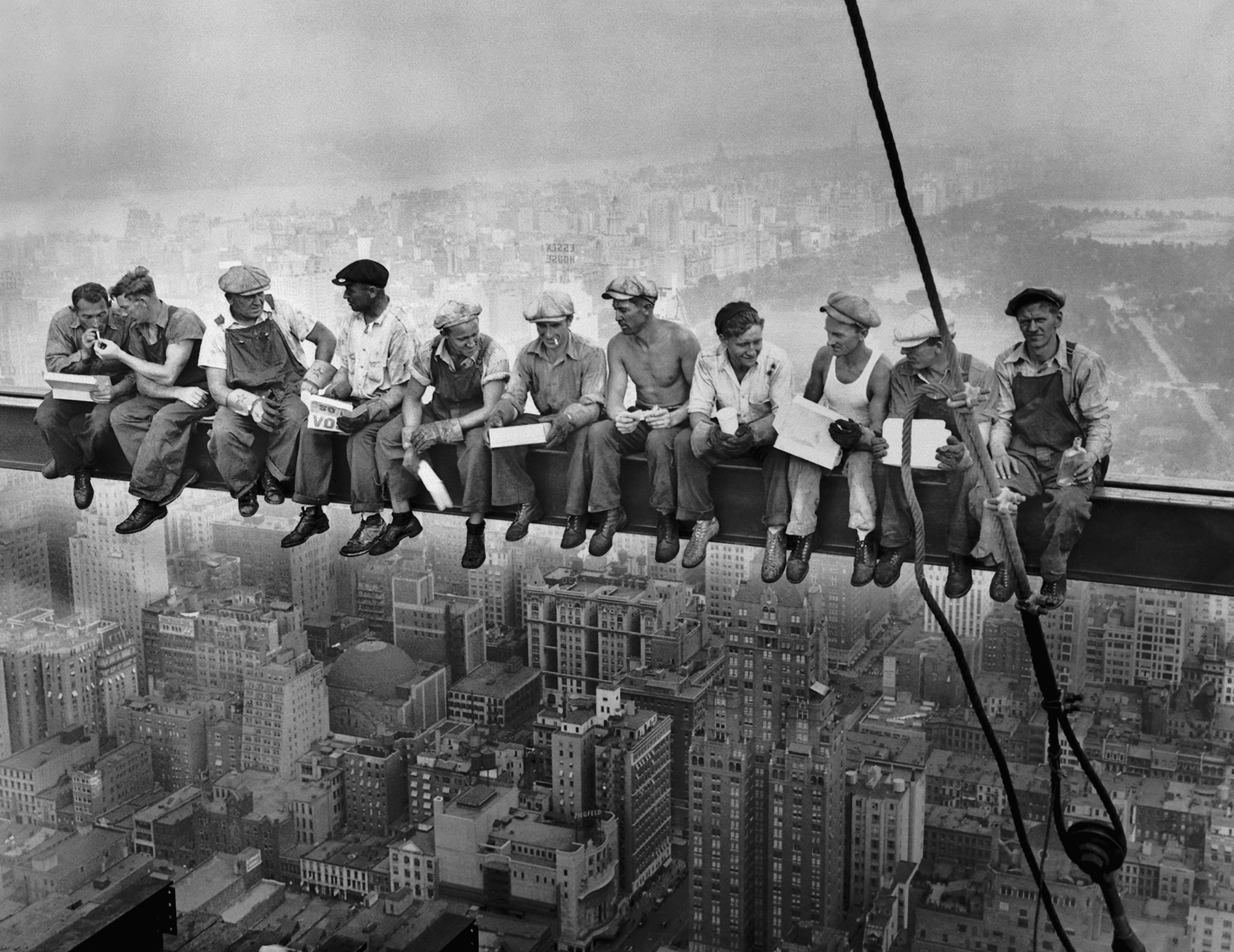
《摩天楼顶上的午餐》中的汗背心（右三）
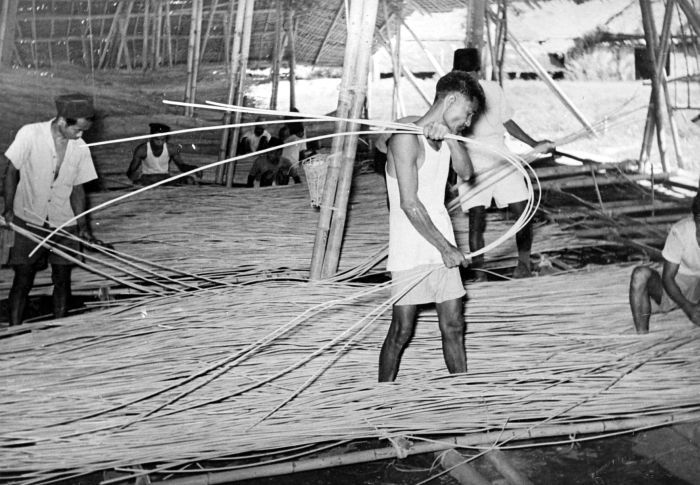
印尼南苏拉威西的编藤工人

## 轶事

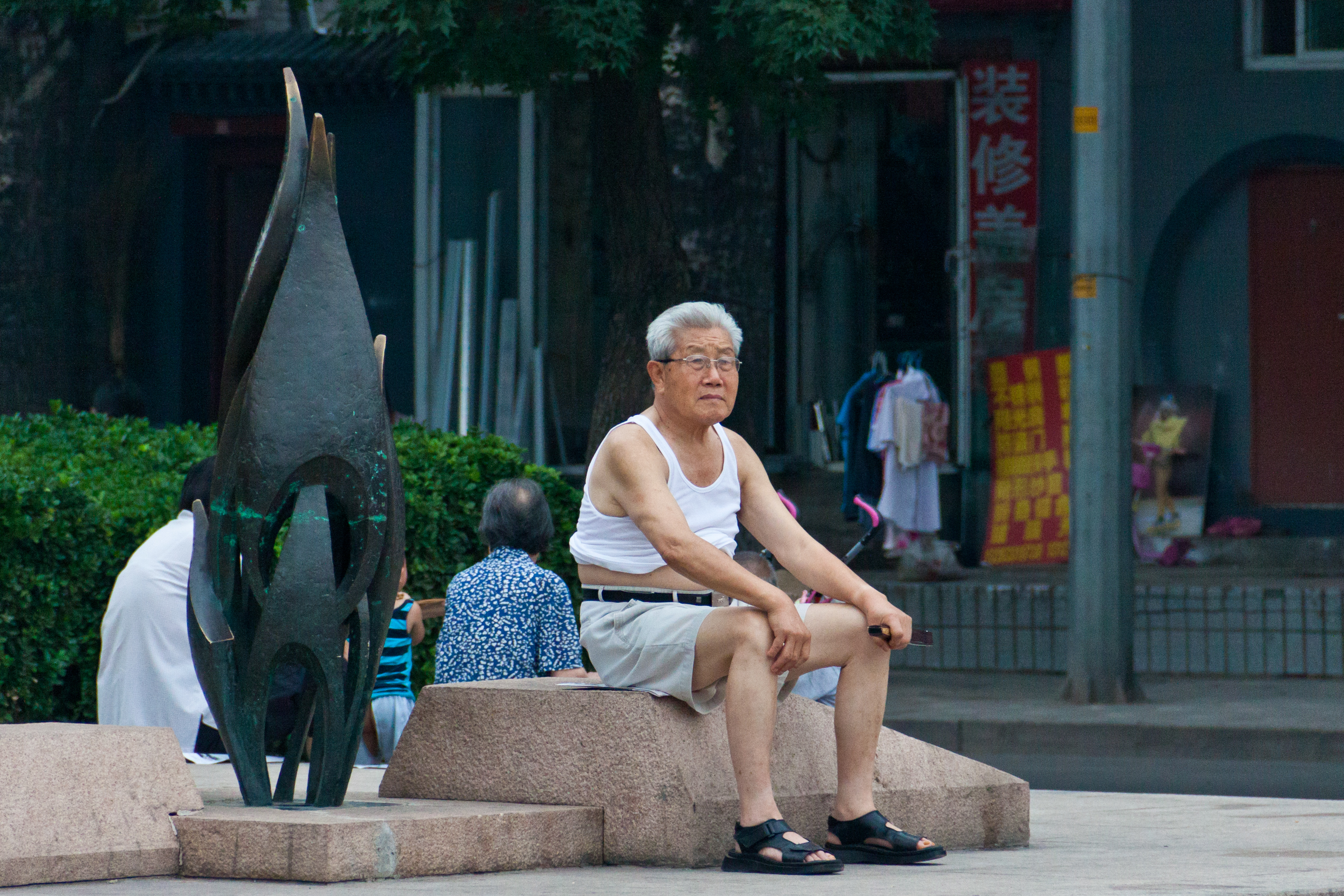
北京皇城根遗址公园内的“北京比基尼”

1983年，西汉南越王墓被发掘时，当时有众多的考古人员都穿着汗背心。
2019年，中国大陆多个地区开始整治夏季街头不文明现象，其中包括一些中老年人将汗背心卷起露出腹部的行为，被称作“北京比基尼”。